# Estnisches Literaturinformationszentrum
Das Estnische Literaturinformationszentrum (estn. Eesti kirjanduse teabekeskus, engl. Estonian Literature Centre, abgekürzt ELIC) ist eine Non-Profit-Organisation mit Sitz in Tallinn zur Verbreitung der estnischen Literatur im Ausland.

## Gründung
Nach einem fehlgeschlagenen ersten Gründungsversuch durch den Estnischen Schriftstellerverband (1998) erfolgte die Gründung durch den Schriftstellerverband und den Estnischen Verlagsverbund im Jahre 2001. Die Tätigkeit wird von einem Gremium, das u. a. mit Vertretern des Kulturministeriums und des Schriftstellerverbandes besetzt ist, überwacht.

## Personal
Direktorin ist seit der Gründung die estnische Philologien Ilvi Liive-Roosipuu, weitere Mitarbeiterinnen sind die Übersetzerin Kerti Tergem und die Literaturwissenschaftlerin Elle-Mari Talivee. Das Zentrum hat seine Räumlichkeiten in der Tallinner Altstadt.

## Tätigkeit
Hauptaufgabe des Zentrums ist die Anbahnung von Kontakten mit Verlagen im Ausland, die Bereitstellung von Material zur estnischen Literatur sowie die Betreuung und Unterstützung von Übersetzern und Übersetzerinnen. Die Mitarbeiterinnen besuchen regelmäßig alle wichtigen Literaturmessen in Europa und stehen mit zahlreichen Verlagen in ständigem Kontakt, wodurch sie auch als Anlaufpunkt für ausländische Verlage fungieren. In enger Zusammenarbeit mit dem Estnischen Kulturkapital assistieren sie gegebenenfalls auch bei der Antragstellung auf Fördermittel.
Als Informationsveranstaltung für die Vermittler der estnischen Literatur werden ca. alle vier Jahre im Frühsommer Treffen von Übersetzerinnen und Übersetzern veranstaltet, die auch von estnischen Autorinnen und Autoren besucht werden. Sie finden meist in der Gästeresidenz des Estnischen Schriftstellerverbandes in Käsmu statt, die letzten Treffen waren 2008, 2011 (zum zehnjährigen Jubiläum des Zentrums), 2016 und 2022.